# ورسالیس
ورسالیس (انگلیسی: Versalis) شرکت صنایع شیمیایی ایتالیایی است، که در سال ۲۰۱۲ تأسیس شد.